# 코르크 따개

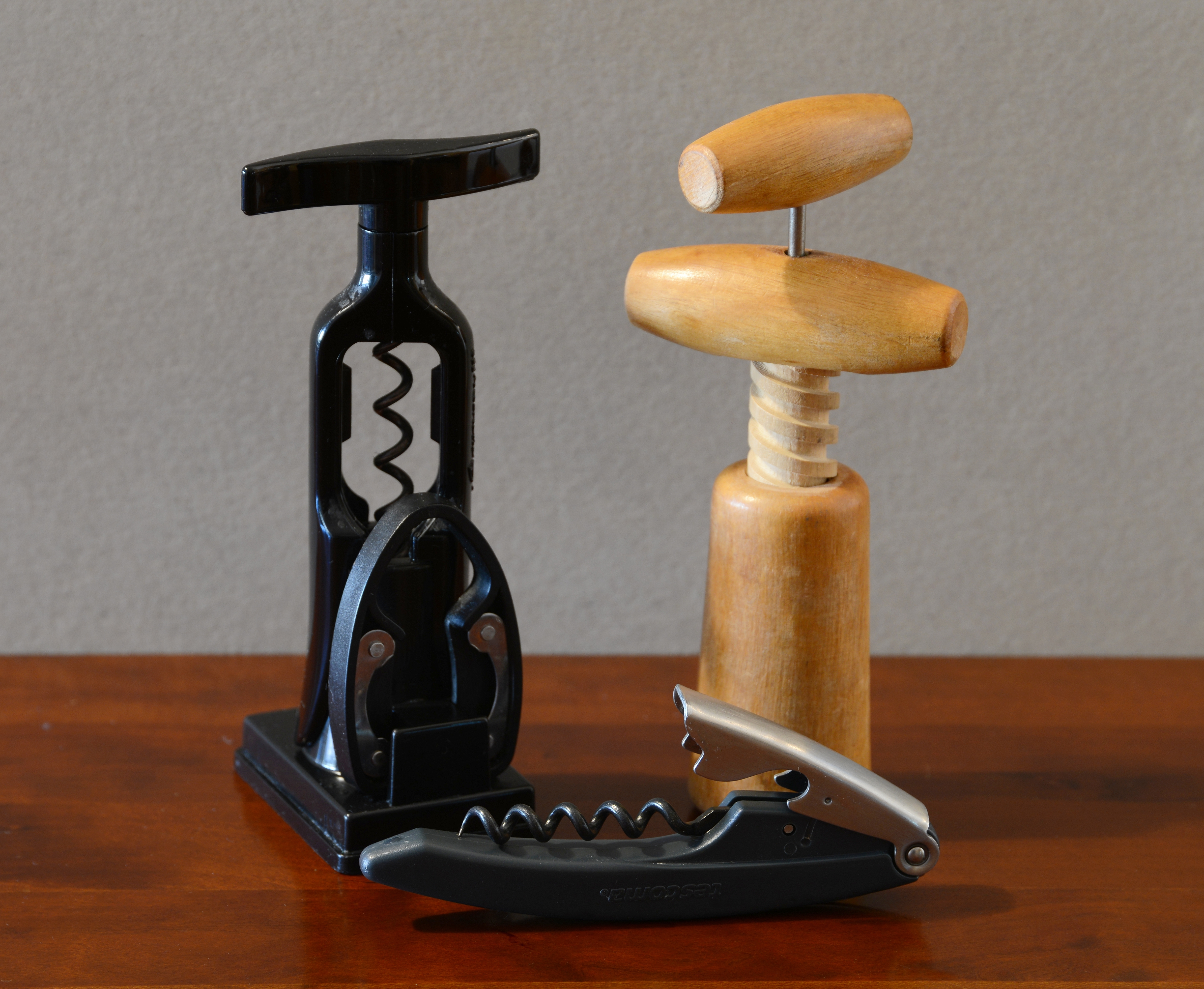
3가지 유형의 코르크 따개

코르크 따개 또는 코르크스크루(corkscrew)는 코르크로 밀봉할 수 있는 와인병 및 기타 가정용 병에서 코르크를 뽑는 도구이다. 전통적인 형태의 코르크 따개는 단순히 손잡이에 부착된 뾰족한 금속 나선으로 구성되며, 이용자는 이를 코르크에 나사로 고정하고 당겨 빼낸다. 코르크 마개는 작고 매끄러워서 쥐고 제거하기 어렵기 때문에 필요하며, 특히 구부러지지 않는 유리병에 완전히 삽입할 경우 더욱 그렇다. 최신 스타일의 코르크 따개에는 코르크 바깥쪽으로 가할 수 있는 힘의 양을 더욱 증가시키는 다양한 레버 시스템이 통합되어 있어 어려운 코르크를 더 쉽게 빼낼 수 있다.

## 역사
코르크 마개의 디자인은 적어도 1630년대 초반 남성들이 유사한 방식으로 머스킷 총신에서 사용되지 않은 탄약을 제거하기 위해 사용했던 장치인 건웜(gun worm)에서 파생되었을 수 있다.
코르크 따개는 맥주와 사과주의 전통으로 인해 영국의 발명품일 가능성이 높다. 1676년 존 월리지(John Worlidge)의 사과주에 관한 논문에서는 "단단하게 코르크 마개가 달린 사과주 병을 옆면에 담는 것"을 설명한다.
1795년에 영국의 사무엘 헨샬(Samuel Henshall) 목사가 최초의 코르크따개 특허를 취득했다. 성직자는 현재 헨샬 버튼으로 알려진 간단한 디스크를 벌레와 정강이 사이에 부착했다. 디스크는 벌레가 코르크 안으로 너무 깊이 들어가는 것을 방지하고 가로대를 돌릴 때 코르크도 회전하게 하여 코르크와 병 목 사이의 접착력을 깨뜨린다. 디스크는 밑면이 약간 오목하게 설계 및 제조되어 코르크 윗부분을 압축하고 코르크가 부서지는 것을 방지한다.

## 같이 보기
- 포도주 시음